# Aldinger Sagen

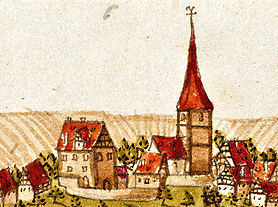
Ausschnitt einer Abbildung aus dem Forstlagerbuch von Andreas Kieser (1687), links das Schlössle und rechts die Margaretenkirche: Beide Gebäude Schauplatz mehrerer Aldinger Sagen

Die Aldinger Sagen sind eine Reihe von Volkssagen und vergleichbaren volkstümlichen Erzählungen aus dem schwäbischen Ort Aldingen am Neckar, seit 1975 ein Stadtteil von Remseck am Neckar.

## Sagen rund um das Schlössle

### Der Blitzeinschlag im Schlössle
Eine Erzählung, die ein reales Unglück mit übernatürlichem Wirken in Verbindung bringt, ist die Geschichte von der Zerstörung des Aldinger Schlössles. So suchte man sich eine Erklärung für den Brand, der das einst das Ortsbild prägende Gebäude zerstörte. Es hieß dann, der letzte Besitzer des Schlössles wäre ein gottloser Mensch gewesen. Der hatte eine sehr fromme Magd. Wegen ihres Glaubens verspottete er sie so lange, bis Gott ihn mit einem Blitzschlag bestrafte. So wurde der Brand ausgelöst, der am Ende nicht nur das Schlössle selbst, sondern eine ganze Häuserzeile zerstörte. Dieser Brand soll zudem für die Gemeinde Aldingen der Anlass gewesen sein, sich eine Feuerwehrspritze zuzulegen.

### Der Tunnel nach Rems
Eine Erzählung berichtet von einem unterirdischen Tunnel, der vom Schlössle unter dem Neckar hindurch bis nach Rems führen sollte. Gemeint ist dabei je nach Version der Sage entweder der wie auch Aldingen heute zu Remseck gehörende Ort Neckarrems oder die früher oberhalb des Ortes gelegene Burg Rems. Ein tatsächlicher, unterirdischer Gang unter dem Schlössle wurde nie gefunden.
Eine 2014 in Remseck gegründete Narrenzunft verband die Erzählung vom Tunnel unter dem Neckar mit der des Blitzeinschlags im Schlössle und schmückte dies zur Hintergrundgeschichte ihrer Narrenfiguren aus.

## Geister und Spukgestalten

### Das Veltle und weitere Geistersichtungen
Einst soll es in Aldingen hilfreiche Geister gegeben haben, wie etwa das Veltle, das gemeinsam mit anderen Geistern in den Aldinger Weinbergen arbeitete. Ein Bauer hatte den Geist angesprochen und so seinen Namen erfahren. Dabei erschien das Veltle auch am helllichten Tag und soll sich eiskalt angefühlt haben. Vermutlich handelte es sich beim Veltle um denselben hilfreichen Geist, den man in Poppenweiler unter dem Namen Velte kannte. Allerdings waren nicht alle Geister in Aldingen hilfreich. Ein Knabe auf dem Weg von Aldingen zum Viesenhäuser Hof soll sich sehr erschreckt haben, als er vier grüne Männer sah, die in einer Ackerfurche gegraben haben, ohne dass es später Spuren davon gab. Auch wurden Männer bei den Feldern gesehen, die mit brennenden Fackeln aufeinander schlugen, bis sie verschwanden.
Zudem soll es wie an vielen anderen Orten zu Sichtungen des wilden Heers gekommen sein. Vor diesem konnte man sich aber schützen, wenn man sich zu Boden warf und an etwas festhielt.

### Mönch und Bauer

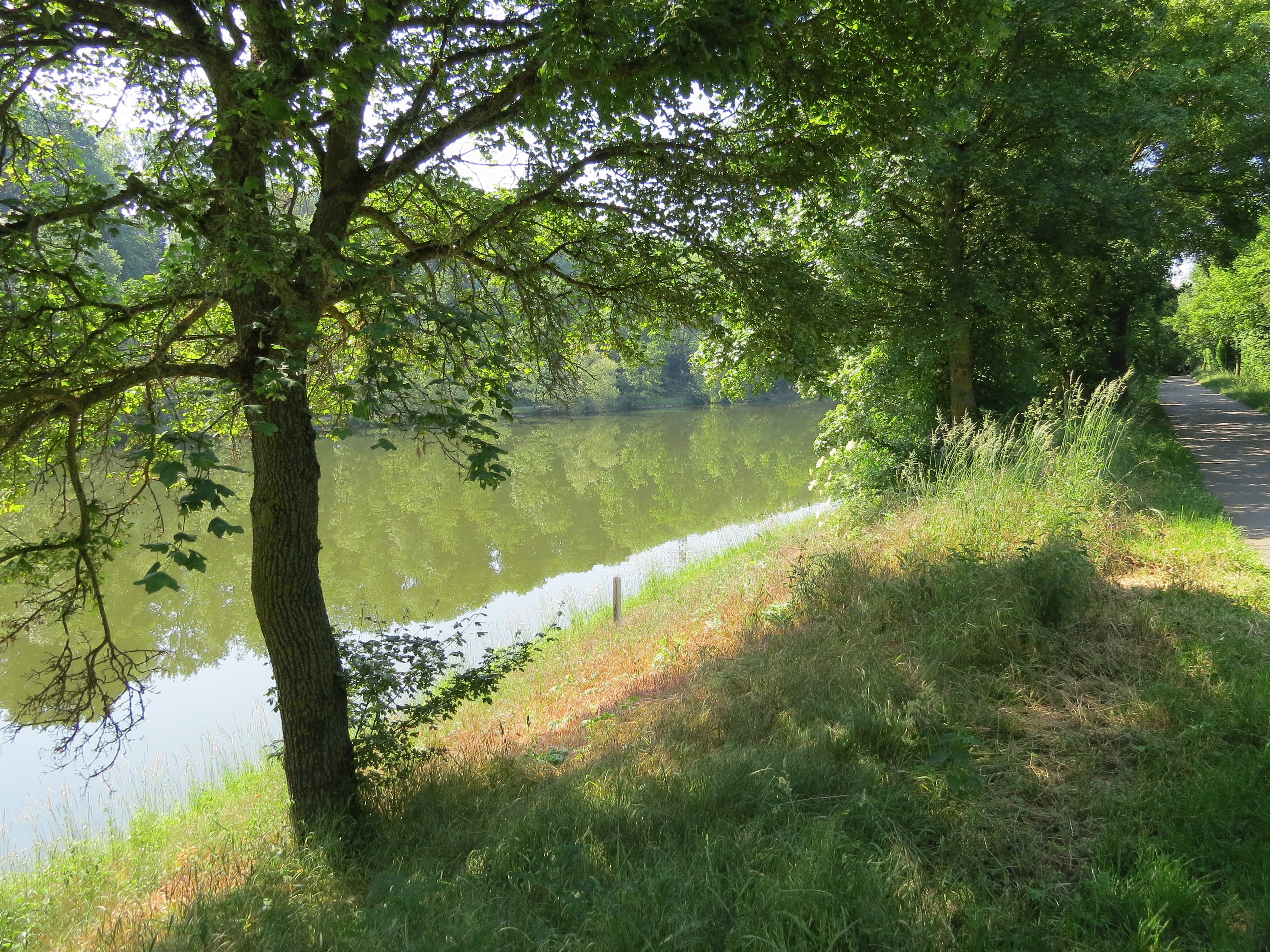
Das heutige Neckarufer bei Aldingen

Eine regelrechte Schauergeschichte ist eine Erzählung aus dem 16. Jahrhundert. Ein Aldinger Bauer habe sein Vermögen auf Zureden eines Mönchs der Kirche vermacht. Nach dem Tod des Bauern klagte dessen enterbter Sohn gegen das Testament, bekam von der Aldinger Obrigkeit aber kein Recht. Daraufhin rächte sich der Bauernsohn, indem er jenen Mönch ermordete, der seinen Vater zu diesem Testament überredet hatte. Die Leiche warf er in den Neckar. Anschließend plagte ihn aber sein schlechtes Gewissen und er erhängte sich selbst an einem Baum am Neckarufer. Seither spuken hier die Geister von Mönch und Bauernsohn. Jede Nacht kann man am Neckarufer angeblich beobachten, wie der Bauernsohn den Mönch ermordet, die Leiche in den Neckar wirft und sich anschließend erhängt.

### Der Klingelbrunnen und die Schlossfräulein
Einem verbreiteten Volksglauben nach soll der Klapperstorch, der die Babys bringt, diese aus einem Brunnen oder Gewässer nahe des jeweiligen Geburtsortes holen. Der Aldinger Nachwuchs kam dabei aus dem Klingelbrunnen, einer Quelle auf der dem Ort gegenüberliegenden Seite des Neckars. Dort befanden sich früher von Aldinger Bauern bewirtschaftete Felder. Heute erinnert an den Klingelbrunnen infolge der Begradigung und Kanalisierung des Neckars nur noch die Klingelbrunnenstraße im Gewerbegebiet bei der Aldinger Schleuse; die Quelle selbst befand sich dort, wo heute die Schleusenkammern sind. Der Klingelbrunnen galt zudem als Heilquelle.
Eine weitere Geschichte, die sich nahe des Klingelbrunnens zutrug, ist die von den Schlossfräulein. Sie zählt zu den bekanntesten Sagen Aldingens. Dieser Erzählung nach stand auf den Neckarwiesen nahe des Klingelbrunnens einst ein Schloss. Dieses hatte sich jedoch bereits im 19. Jahrhundert als die Überreste eines römischen Gutshofs entpuppt. Nachts sollen bei diesem Schloss gelegentlich die Geister der Schlossfräulein Wäsche aufgehängt haben. Die Aldinger Bauern schlossen aus der Sichtung der Geister dann, dass sich das Wetter ändern würde. („D'Schlossfräulein hent Wäsch' ufghengt, s'geit ander Wetter.“)
Eine 2015 gegründete Remsecker Narrenzunft schmückte diese Erzählung weiter aus und nutzte sie verbunden mit anderen Geschichten als Hintergrund für ihre Narrenfiguren.

### Die erzwungene Heirat

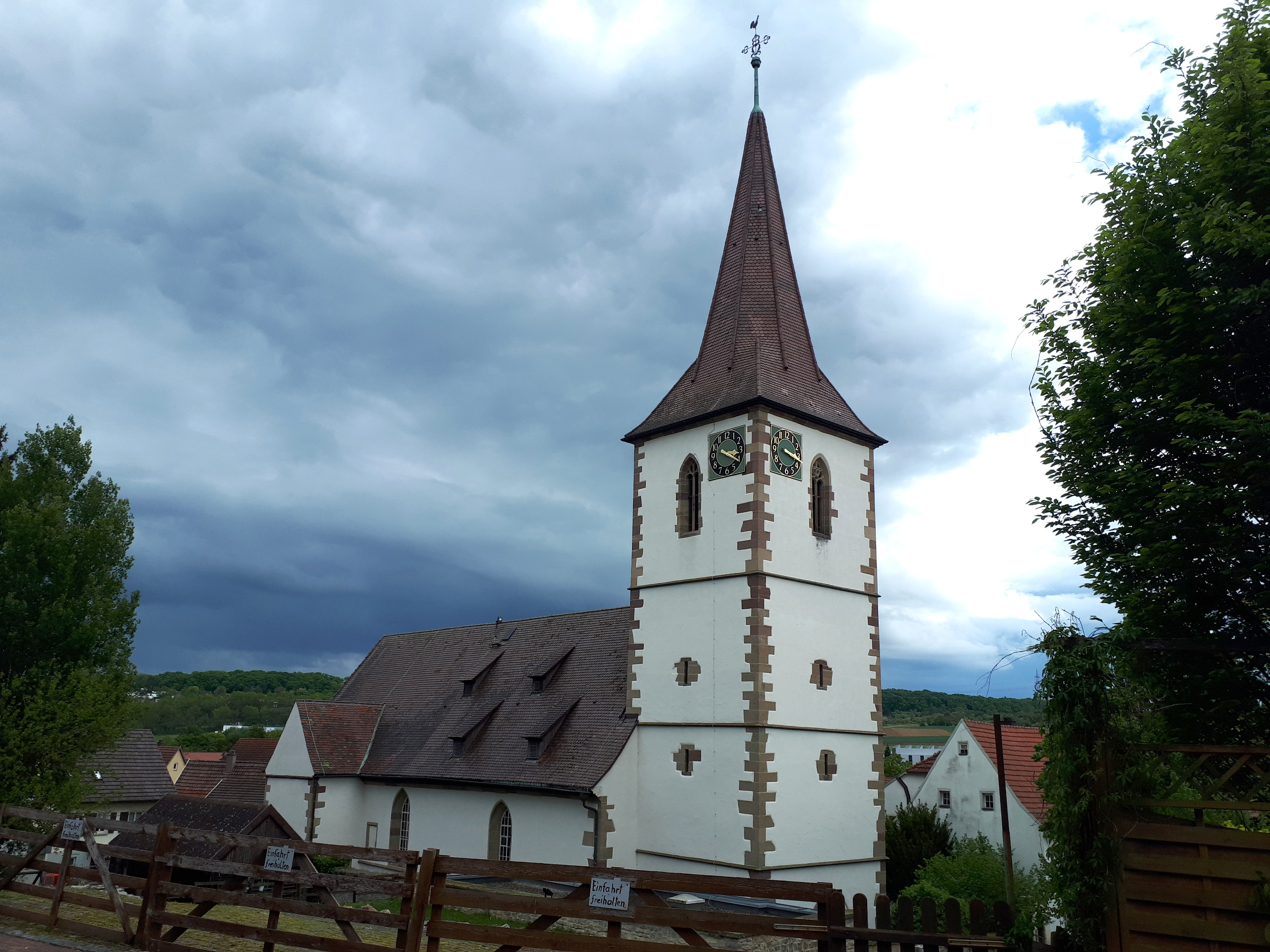
Margaretenkirche – zur Entstehungszeit der Sage um die erzwungene Heirat die einzige Kirche im Ort

Ein einstiger Ortsherr von Aldingen soll die Tochter eines Bauern zur Hochzeit gezwungen haben, nachdem diese zuvor einem Geliebten ewige Treue geschworen hatte. Der Geliebte wurde aus dem Weg geräumt und in den Krieg geschickt, aus dem er nicht zurückkehrte. Der Liebesschwur der Bauerntochter beinhaltete aber auch, dass der Teufel sie zerreiße, wenn sie einen anderen heiratete. Als sie dann gezwungenermaßen vor dem Altar stand, verschwand sie aus der Kirche, später fand man nur noch einen Teil ihres Arms und ein zerrissenes Stück ihrer Kleidung. Der Ortsherr wiederum soll nach seinem Tod zur Strafe in der Kirche gespukt haben. Zur Geisterstunde habe er sich die Kleidung vom Leib gerissen und geheult. Ein junger Mann und Nachfahre des Ortsherren wollte dem Spuk ein Ende bereiten und schlich sich nachts in die Kirche. Als der Geist erschien und sich die Kleider vom Leib riss, erschrak der junge Mann, riss einen Strumpf des Geistes an sich und rannte heim. Nun erschien der Geist nachts immer am Haus des jungen Mannes und bat den Strumpf in die Kirche zurückzubringen. Als der junge Mann dem Wunsch seines Vorfahren nachkam, nahm der Geist den Strumpf wieder an sich und verschwand daraufhin für alle Zeit.

### Der Holzbachgeist

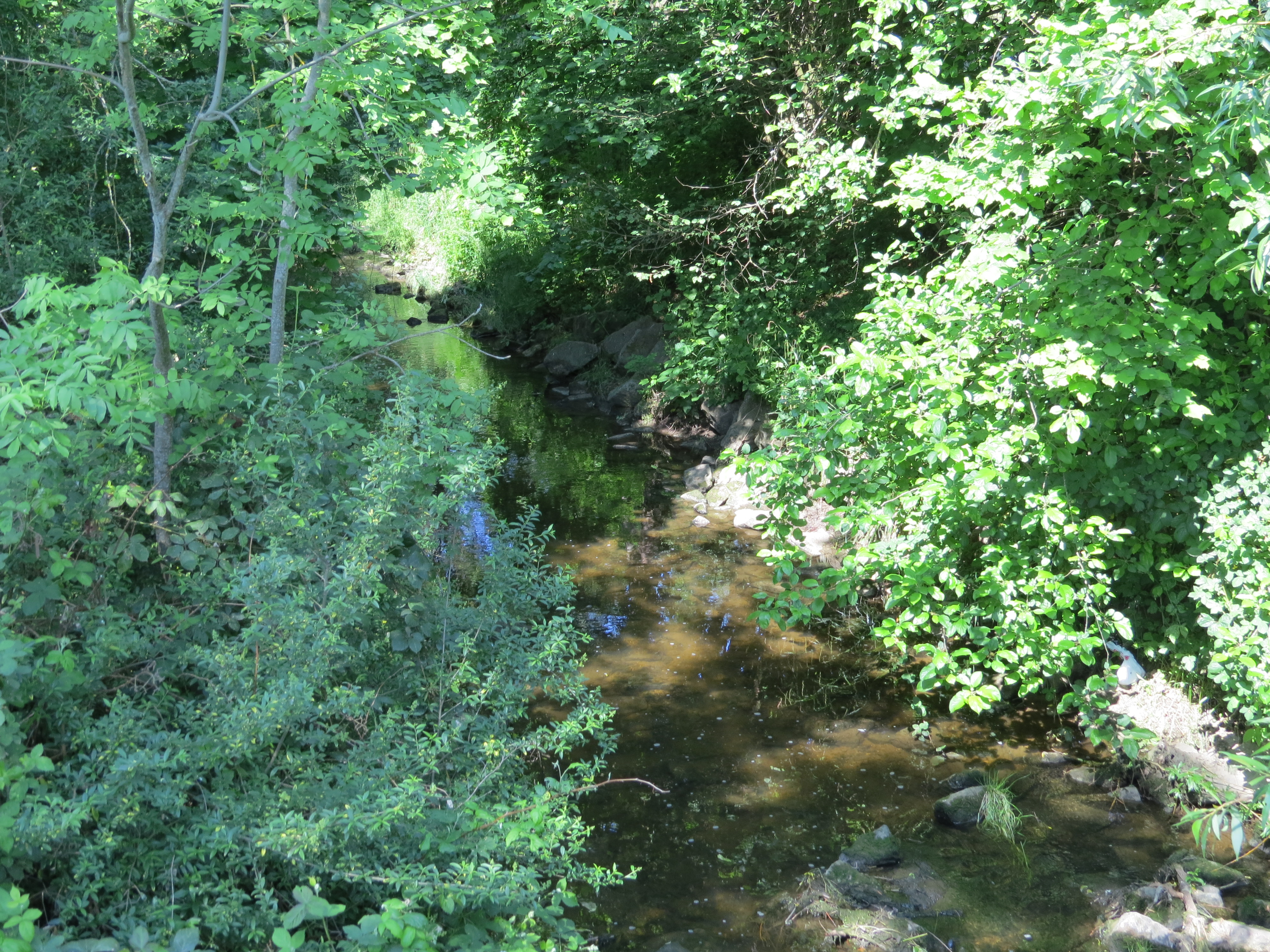
Der Holzbach bei Aldingen

Manchmal entpuppte sich das scheinbar Übernatürliche aber auch als ganz Alltägliches. So berichtet eine der am häufigsten erzählten Aldinger Sagen vom Holzbachgeist. Dieser trieb sein Unwesen am namensgebenden Holzbach, südlich des Ortes, wo die Aldinger Bauern früher neben Weinbergen und Feldern auch Schafsweiden hatten. Die Sage erzählt von einem Bauern, der nachts bei einem Unwetter einen Pferch unweit des nahegelegenen Holzbachs zu reparieren hatte, um seine Schafherde vor wilden Wölfen zu schützen. Wegen des Geistes rieten ihm die anderen Dorfbewohner ab, nachts dorthin zu gehen. Jeder, der den Geist bisher getroffen hätte, wäre schlagartig vor Schreck gealtert. Der Bauer ignorierte die Warnungen und machte sich auf den Weg. Als während seiner Reparaturarbeiten die Turmuhr der Aldinger Kirche Mitternacht schlug, bemerkte er einen Schatten. Darin vermutete er den Holzbachgeist und griff diesen mit einem Prügel an – nur um festzustellen, dass es sich lediglich um einen entlaufenen Stallhasen handelte. Der so erlegte Hase wurde am nächsten Tag als Braten verspeist.

### Erlösung der Geister von Aldingen

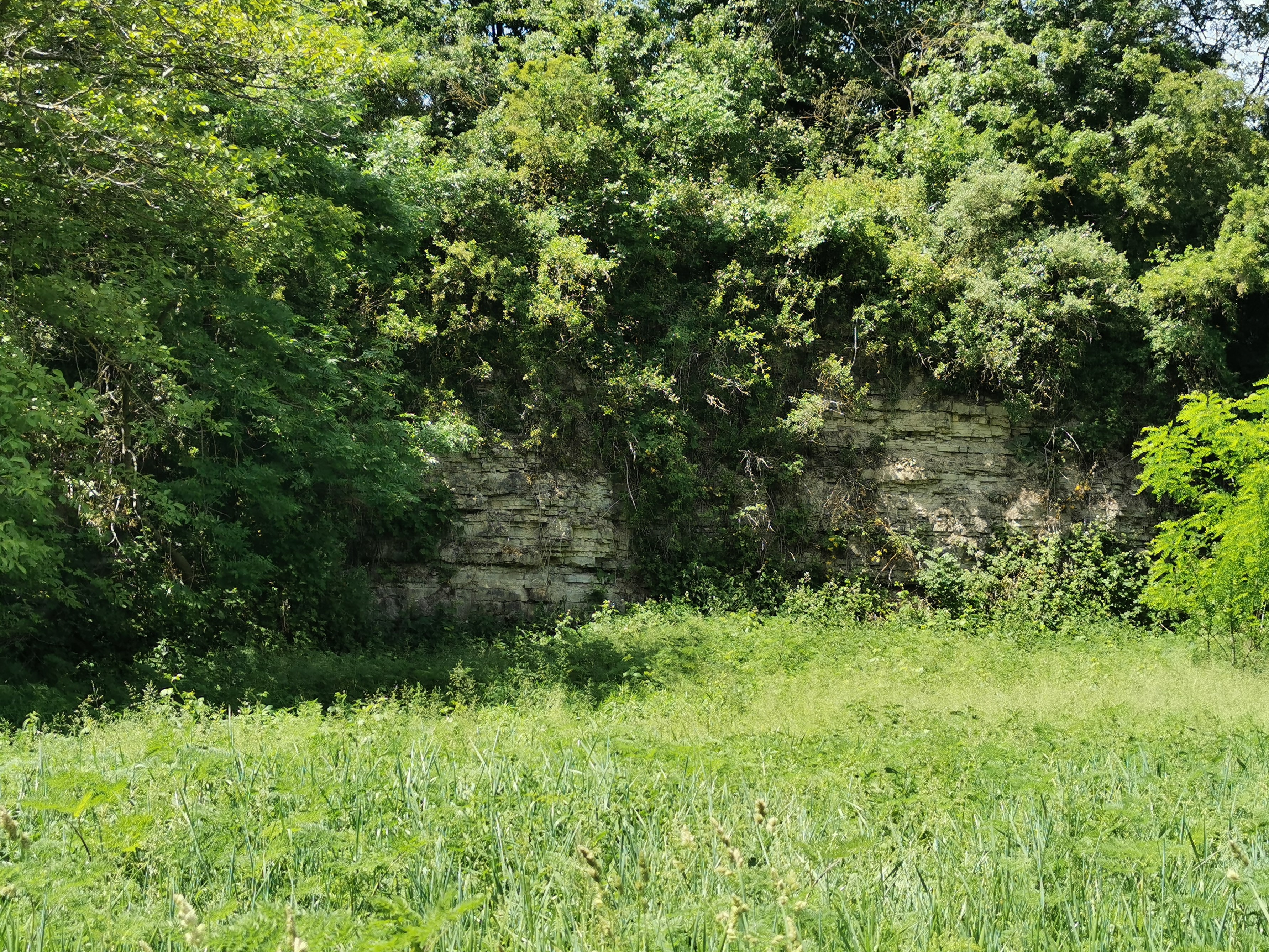
Ehemaliger Steinbruch bei Aldingen (Naturdenkmal Storchshalde)

Ein Mann aus Oeffingen arbeitete in einem Steinbruch bei Aldingen und bekam dort von einem Geist erzählt, dieser wäre vor 800 Jahren der Förster jenes Waldes gewesen, der damals Aldingen umgab. Der Förster hatte zusammen mit seiner Geliebten das gemeinsame Kind getötet und im Wald verscharrt. Der Geist des Försters bat den Oeffinger nun um Erlösung, weil er sonst weitere 800 Jahre spuken müsse. Der Oeffinger willigte ein und wurde um Mitternacht vom Geist der Geliebten abgeholt und gegen den Widerstand der Waldtiere und diverser Gespenster zum Grab des Kindes gebracht. Dort traf man wieder auf den Förster. Der Oeffinger sollte am Grab nun ein Gebet sprechen. Daraufhin lösten sich die beiden Geister auf mit dem Versprechen der Mann würde im Himmel belohnt werden. Zu Lebzeiten blieb er jedoch sehr arm und arbeitete weiter im Aldinger Steinbruch.
Einer anderen Geschichte nach war es ein Kohlenbrenner genannter Oeffinger Bürger, der 400 Jahre in Aldingen gespukt habe, bevor er erlöst wurde.

## Sonstige Erzählungen

### Der Balkenstäuber
Ein Aldinger Bauer erlaubte sich nach dem Dreschen einen Scherz mit seinem neu eingestellten Knecht. Der Knecht wurde zum nächsten Wirt geschickt, um einen „Balkenstäuber“ zu holen. Der Wirt, der den Scherz durchschaute, gab dem Knecht einen mit Wein gefüllten Humpen mit. Der Bauer staunte nicht schlecht, als er den Wein erhielt und noch mehr, als er später die Rechnung dafür präsentiert bekam.

### Der Kaltentaler und die Waise

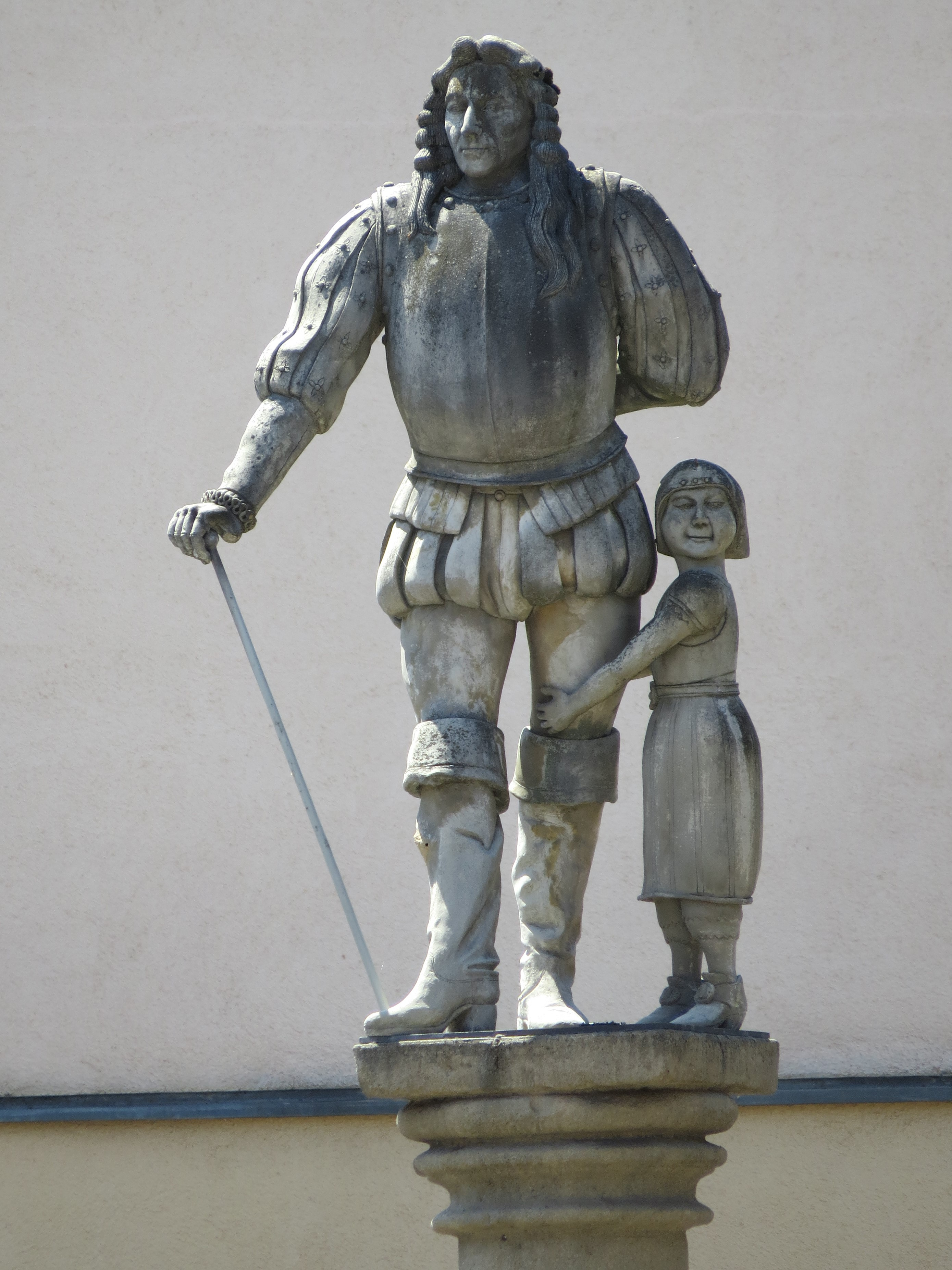
Peter Lenk (1997): Georg Friedrich von Kaltental und die Waise Adiz

Spätestens als 1997 die Statue „Der Kaltentaler“ von Peter Lenk in Aldingen aufgestellt wurde, verbreitete sich auch die Erzählung, wie der in Aldingen ansässige Baron von Kaltental aus dem Großen Türkenkrieg die Waise Adiz heimbrachte und in Schloss Aldingen großzog, selbst aber später mutig im Kampf gegen die Franzosen gefallen ist. Es heißt, er wäre nach dem Kampf mit zwei Schüssen in der Brust und umringt von toten Feinden gefunden worden. Adiz wiederum heiratete einen Forstknecht aus der Gegend, der es später zum Schultheiß brachte. Diese Erzählung ist historisch verbürgt und beruht auf dem Leben der unter dem Namen Adiz geborenen Christiana Menner. In der damaligen Zeit war es zudem nichts Ungewöhnliches, dass Kriegsgefangene und hinterbliebene Waisen verschleppt und assimiliert wurden. Da es weder vom Baron von Kaltental noch von Adiz zeitgenössische Darstellungen gibt, entspringen die in der Skulptur dargestellten Figuren der Phantasie des Künstlers.